# 李先開
李先開（？—？），字奎陽，號揆陽、又号春谷，直隶河间府景州人。

## 生平
万历四十三年（1615年）乙卯科顺天乡试举人，四十七年（1619年）己未科進士，都察院觀政，本年六月授山東安丘县知县，天啓二年調官章丘县，三年养病。以子李贻穀贵赠承德郎镇江府同知。墓在连窝镇。

## 家族
祖李渭。